# Джим Макманус (тенісист)
Джим Макманус (англ. Jim McManus; 16 вересня 1940 — 18 січня 2011) — колишній американський тенісист.
Найвищу одиночну позицію світового рейтингу — 90 місце досяг 15 жовтня 1973, парну — 102 місце — 12 грудня 1976 року.
Здобув 10 парних титулів.
Найвищим досягненням на турнірах Великого шолома був півфінал в парному розряді.

## Фінали за кар'єру (відкрита ера)

### Парний розряд (10–4)
| Результат | W-L  | Дата     | Турнір                          | Покриття   | Партнер         | Суперники                         | Рахунок       |
| --------- | ---- | -------- | ------------------------------- | ---------- | --------------- | --------------------------------- | ------------- |
| Поразка   | 0–1  | Вер 1969 | Лос-Анджелес, США               | Тверде     | Джим Осборн     | Панчо Гонсалес Роналд Голмберг    | 3–6, 4–6      |
| Поразка   | 0–2  | Сер 1970 | Меріон, США                     | Тверде     | Джим Осборн     | Білл Боурі Рей Раффелз            | 6–3, 2–6, 5–7 |
| Перемога  | 1–2  | Лип 1971 | Клеммонс, США                   | Ґрунт      | Джим Осборн     | Джефф Остін Джиммі Коннорс        | 6–2, 6–4      |
| Перемога  | 2–2  | Сер 1971 | Колумбус, США                   | Тверде     | Джим Осборн     | Джиммі Коннорс Роско Теннер       | 4–6, 7–5, 6–2 |
| Перемога  | 3–2  | Вер 1971 | Сакраменто, США                 | Тверде     | Джим Осборн     | Боб Мод Фрю Макміллан             | 7–6, 6–3      |
| Перемога  | 4–2  | Лют 1972 | Де-Мойн, США                    | Килим (i)  | Джим Осборн     | Жорж Говен Томас Кош              | 6–2, 6–3      |
| Перемога  | 5–2  | Лют 1972 | Лос-Анджелес, США               | Тверде (i) | Джим Осборн     | Іліє Настасе Йон Ціріак           | 6–2, 5–7, 6–4 |
| Поразка   | 5–3  | Бер 1972 | Каракас, Венесуела              | Тверде     | Мануель Орантес | Патрісіо Корнехо Хайме Фійоль     | 4–6, 6–7      |
| Перемога  | 6–3  | Чер 1972 | Лондон/Queen's, Велика Британія | Трава      | Джим Осборн     | Юрген Фассбендер Карл Майлер      | 4–6, 6–3, 7–5 |
| Поразка   | 6–4  | Лип 1972 | Tanglewood, США                 | Ґрунт      | Джим Осборн     | Боб Г'юїтт Ендрю Паттісон         | 4–6, 4–6      |
| Перемога  | 7–4  | Бер 1973 | Сент-Луїс, США                  | Килим (i)  | Уве Бенґтсон    | Террі Еддісон Колін Діблі         | 6–2, 7–5      |
| Перемога  | 8–4  | Чер 1973 | Істборн, Велика Британія        | Трава      | Уве Бенґтсон    | Мануель Орантес Йон Ціріак        | 6–4, 4–6, 7–5 |
| Перемога  | 9–4  | Лип 1973 | Кіцбюель, Австрія               | Ґрунт      | Рауль Рамірес   | Жозе Едісон Мандаріно Тіто Васкес | 6–2, 6–2, 6–3 |
| Перемога  | 10–4 | Жов 1973 | Нью-Делі, Індія                 | Ґрунт      | Рауль Рамірес   | Ананд Амрітрадж Віджай Амрітрадж  | 6–2, 6–4      |